# Shiwiar
Los shiwiar son un pueblo indígena americano, que hablan una lengua jivaroana, que se encuentra ubicado en Ecuador, en el sureste de la provincia de Pastaza, cantón Pastaza y parroquia Río Corrientes. Los shiwiar han sido los habitantes tradicionales de los territorios ubicados en la cuenca alta del Río Corrientes y la cuenca alta del Río Tigre. El vocablo shiwiar tiene más de un significado dependiendo de su contexto siendo el significado básico 'hombre'.
En el Perú habitan en los distritos de Pastaza, Morona, Trompeteros y el Tigre de las provincias Alto Amazonas y Loreto.

## Idioma
La lengua principal es el shiwiar chicham (= 'lengua shiwiar') o achuar, que está emparentada con otras lenguas como el shuar. Las generaciones más jóvenes actualmente son frecuentemente trilingües, y usan el shiwiar chicham, el kichwa y el castellano.

## Religión
Según las prácticas shiwiar los espíritus se encuentran en todas partes, en el bosque, en las chacras, en los ríos y lagunas, etc. Cada aspecto de la vida shiwiar tiene su propio espíritu y ellos le cantan a cada uno. Con estos cantos los shiwiar fortalecen su relación con los espíritus y garantizan una buena vida para sus familias. 
Arutam es el espíritu supremo de los shiwiar. Vive en la selva y puede conceder ciertos poderes o favores a la gente. Amasáng es el dueño de los animales. A él se le puede pedir por medio de cantos una mejor suerte en la caza. En el agua vive Tsungui, que es el dueño de todos los animales que viven en los ríos y las lagunas. Los shiwiar le piden pesca abundante por medio de sus cantos tradicionales.
Los chamanes wishin son hombres que mantienen gran contacto con el mundo invisible. Este contacto lo logran mediante una serie de rituales en los que toman algunas plantas alucinógenas, como la ayahuasca y el floripondio. Ellos poseen la capacidad de interpretar las señales que aparecen en sus sueños. Después de realizar uno sus rituales los chamanes deben ayunar por unos días y guardar abstinencia sexual.

## Anécdotas
En 2012 el programa español Perdidos en la tribu del canal Cuatro, seleccionó este grupo para realizar su tercera temporada en Ecuador.